# Reprezentacja Andory na Mistrzostwach Świata w Narciarstwie Klasycznym 2009
Reprezentacja Andory na Mistrzostwach Świata w Narciarstwie Klasycznym 2009 liczyła jednego sportowca. Najlepszym wynikiem było 59. miejsce (Francesc Soulie) w biegu mężczyzn na 30 km.

## Medale

### Złote medale
Brak

### Srebrne medale
Brak

### Brązowe medale
Brak

## Wyniki

### Biegi narciarskie mężczyzn
Bieg na 15 km
- Francesc Soulie – 62. miejsce

Bieg na 30 km
- Francesc Soulie – 59. miejsce